# Abomination: The Nemesis Project
Pour les articles homonymes, voir Abomination.
Abomination: The Nemesis Project est un jeu vidéo de tactique en temps réel développé par Hothouse Creations et édité par Eidos Interactive, sorti en 1999 sur Windows.

## Système de jeu

### Généralités
Le jeu mêle action à travers la direction d'une équipe comme dans Rainbow Six sur une carte en 3D isométrique comme dans n'importe quel jeu de stratégie temps réel. On peut le classer dans un genre générique « action tactique » qui était très peu représenté à sa sortie. Cette catégorisation peut être néanmoins remise en cause étant donné la plus grosse importance de la partie action.
Le joueur contrôle une équipe à travers 200 missions aux objectifs divers (protection de civils, assauts...) dévoilés lors d'un briefing. Il compose alors son équipe parmi huit rebelles aux spécialités diverses en fonction de l'objectif de la mission.

### Armes et technologies
- Armes de poing - Cette catégorie contient par exemple les Beretta, les Desert Eagles, les Uzi SMGs et mêmes des blasters aliens. Étant donné leur faible puissance de feu, on ne les équipe qu'en troisième arme.
- Armes légères - La plupart des fusils et SMGs appartiennent à ce groupe dans le jeu. On y compte, par exemple, le AK-47, le colt M4, le SA80, le FN L90, le Heckler & Koch MP5. Ces armes dont les plus présentes dans le jeu et alloue au joueur une bonne puissance de feu.
- Armes lourdes - Les mitrailleuses, les fusils de sniper, les lance-flammes et toutes les armes futuristes appartiennent à cette catégorie. Elles deviennent de plus en plus essentielles plus on avance dans le jeu.
- Armes de soutien - Grenades, lance-roquettes (tels que le M79, le RPG-7 ou le M47), les lance-missile alien (Burrower) font partie de cette catégorie. Elles permettent d'infliger de lourds dégâts à grande distance. Elles sont particulièrement utiles contre les gros ennemis et les boss. Les plus puissants lance-roquettes n'autorisent qu'un unique tir, après quoi, ils sont inopérants.
- Explosifs - Cette catégorie englobe tous les types de systèmes explosifs et leurs dérivés. Tous les types d'explosifs, de grenades à main high-tech et de mines tombent dans celle-ci. On y retrouve donc les PRB, les L2A2, les flashbangs, les grenades à  phéromones, les mines M18 Claymore, les charges de démolition GEL et les mines aliens (Screamer, mines sonores qui étourdissent et infligent des dommages).
- Équipements divers - Tous les items de cette catégorie n'entrent dans aucune autre et ont des usages variés. Parmi eux, par exemple, les balises de surveillance, les canons automatiques, les leurres, les armures...

## Trame

### Accroche
Abomination se déroule en 1999 dans un univers post-apocalyptique. Les États-Unis ont été dévastés par une épidémie. Elle se déclenche sur la côte Est et crée de graves mutations génétiques chez ses victimes, les transformant en monstres. En 72h, la côte Ouest ne répond plus.

### Synopsis
Les abominations se rassemblent en une horde que vous devez les combattre par le biais d'une équipe de super-soldats génétiquement modifiés. Une secte originaire du Tibet, le Culte, recueille la majeure partie des survivants et prédit la venue du Brood, un ancien dieu. Le sol et les bâtiments deviennent boursouflées à cause de tumeurs leur donnant un aspect gore. Celles-ci semblent former un organisme.

## Accueil
| Abomination: The Nemesis Project |      |       |
| Média                            | Pays | Notes |
| Cyber Stratège                   | FR   | 2/5   |
| GameSpot                         | US   | 65 %  |
| Gen4                             | FR   | 3/6   |
| Joystick                         | FR   | 29 %  |
| PC Zone                          | UK   | 80 %  |